# Super Sidekicks 2: The World Championship
Super Sidekicks 2: The World Championship (得点王2 リアルファイトフットボール?, Tokuten-ō 2: Riaru Faito Futtobōru), è un videogioco arcade di calcio sviluppato e pubblicato nel 1994 dalla SNK su sistema Neo Geo. È il seguito di Super Sidekicks del 1992, benché del capostipite conservi ben pochi elementi, ma fece da base per tutti i successivi capitoli della saga.

## Modalità di gioco
A differenza del predecessore e di molti altri videogiochi del tempo, Super Sidekicks 2: The World Championship tenta di simulare il reale Mondiale di calcio, permettendo al giocatore di scegliere una nazionale tra quarantotto disponibili (le maglie però non sono tutte realistiche e ci sono solamente divise a tinta unita), divise in sei gruppi continentali. Il titolo si struttura in sette incontri, e rispetto alla realtà sono stati omessi gli ottavi di finale, a favore di un primo incontro di qualificazione continentale. I gironi della fase finale ricalcano perfettamente quelli del Mondiale 1994.
Ogni squadra è caratterizzata da un modulo e da cinque valori, ovvero attacco, difesa, tecnica, tiro e velocità; dopo aver scelto la squadra si ha a disposizione una scelta tra sette differenti power-up, attivati immediatamente: sono presenti un bonus per incrementare il valore d'attacco, uno per il valore della difesa, uno per migliorare il gioco di squadra, uno per la velocità, uno che migliora tutte e cinque le caratteristiche della squadra, uno per potenziare il portiere e uno per dare pieni poteri all'"Ace", ovvero il fuoriclasse della squadra. Il calciatore più forte è infatti rappresentato durante la partita con la scritta "ACE" sopra la testa. A inizio partita con un lancio di moneta viene scelta la squadra che inizierà con il possesso palla.
Il gioco prevede l'utilizzo di tre pulsanti, con differenti funzioni a seconda della situazione e della fase di gioco, se di attacco o di difesa.
Durante la fase di attacco con il primo pulsante è possibile effettuare un passaggio basso nella direzione del giocatore con la palla; se il giocatore è in area avversaria o nei pressi appare sopra la sua testa la scritta "SHOOT" o la scritta "CHANCE" che permetterà, sempre con il primo pulsante, di tirare in porta; tiri e passaggi possono essere effettuati anche al volo da un cross con colpi di testa, rovesciate e altre tecniche acrobatiche. Sempre in fase di attacco con il secondo pulsante si calcia un passaggio lungo e alto, inoltre sempre con il secondo pulsante è possibile colpire di testa al volo alzando ulteriormente la palla.
Controllando la palla con il terzo pulsante la si calcia bassa e corta per allungarsela e poter così dribblare gli avversari in velocità. In fase di difesa con il primo pulsante si effettua un tackle scivolato, con il secondo pulsante si tenta di fermare l'avversario con un fallo volontario e con il terzo pulsante si cambia il giocatore da controllare.
I portieri sono automatici se non in fase di rinvio. L'arbitro può interferire e talvolta intercettare i passaggi dei giocatori. Quando si tira da fuori aerea con la scritta "CHANCE" sopra la testa la visuale cambierà e passerà in prima persona rispetto al calciatore che sta tirando, con tanto di mirino per indirizzare il tiro verso la porta avversaria; identica cosa per le punizioni dal limite dell'area di rigore avversaria e per i rigori. I giocatori in possesso della palla possono effettuare dribbling di diverso tipo come la bicicletta, la cuauhtemiña o la veronica, ma queste sono automatiche e gestite dalla CPU.
Un'ulteriore innovazione sono i falli e la reazione successiva di calciatori e arbitro: sono infatti presenti i cartellini gialli e rossi, nonché il cambiamento di condizione dei giocatori che hanno subito il fallo, che possono risultare claudicanti oppure alterati.
La partita del giocatore termina se perde o pareggia un incontro; se si continua con un nuovo credito e l'incontro precedente era terminato in parità è possibile scegliere se rigiocare l'incontro, se giocarlo con la formula del golden goal o se andare direttamente ai calci di rigore.

### Squadre selezionabili

#### Europa A
- Italia (3-5-2)
- Inghilterra (4-4-2)
- Paesi Bassi (3-5-2)
- Spagna (4-4-2)
- Svizzera (4-4-2)
- Norvegia (3-3-4)
- Turchia (4-5-1)
- Irlanda (4-2-4)

#### Europa B
- Germania (3-5-2)
- Francia (4-4-2)
- Russia (3-4-3)
- Grecia (4-4-2)
- Bulgaria (4-3-3)
- Svezia (4-4-2)
- Belgio (4-4-2)
- Romania (4-5-1)

#### Asia
- Arabia Saudita (5-4-1)
- Corea del Sud (3-5-2)
- Giappone (4-3-3)
- Emirati Arabi Uniti (3-5-2)
- Hong Kong (3-5-2)
- Taiwan (4-4-2)
- Iran (4-5-1)
- Cina (4-4-2)

#### Africa
- Camerun (3-5-2)
- Marocco (4-4-2)
- Nigeria (4-4-2)
- Egitto (3-3-4)
- Sudafrica (4-4-2)
- Costa d'Avorio (4-2-4)
- Guinea (5-4-1)
- Zambia (3-3-4)

#### Centro-Nord America e Oceania
- Stati Uniti (3-5-2)
- Messico (3-3-4)
- Canada (4-3-3)
- Australia (4-4-2)
- Nuova Zelanda (3-4-3)
- El Salvador (3-5-2)
- Honduras (3-3-4)
- Costa Rica (5-4-1)

#### Sud America
- Brasile (4-4-2)
- Argentina (4-4-2)
- Colombia (4-4-2)
- Bolivia (4-4-2)
- Paraguay (4-4-2)
- Uruguay (4-2-4)
- Ecuador (5-4-1)
- Perù (4-3-3)

## Accoglienza
In Giappone, la rivista Game Machine elencò Super Sidekicks 2: The World Championship nel numero del 1º giugno 1994 come la quinta unità arcade di maggior successo del mese. Allo stesso modo, RePlay ha riferito che era il quattordicesimo gioco più popolare in Nord America. Il titolo si è rivelato popolare tra i giocatori e ha ricevuto il plauso della critica dalle riviste di gioco, con la maggior parte dei recensori che concordavano sul fatto che il sequel fosse un miglioramento rispetto all'originale Super Sidekicks.